# 베이징 X6
베이징 X6(영어: Beijing X6)는 베이징 자동차에서 베이징이라는 브랜드로 생산 중인 중형 CUV이다.

## 개요

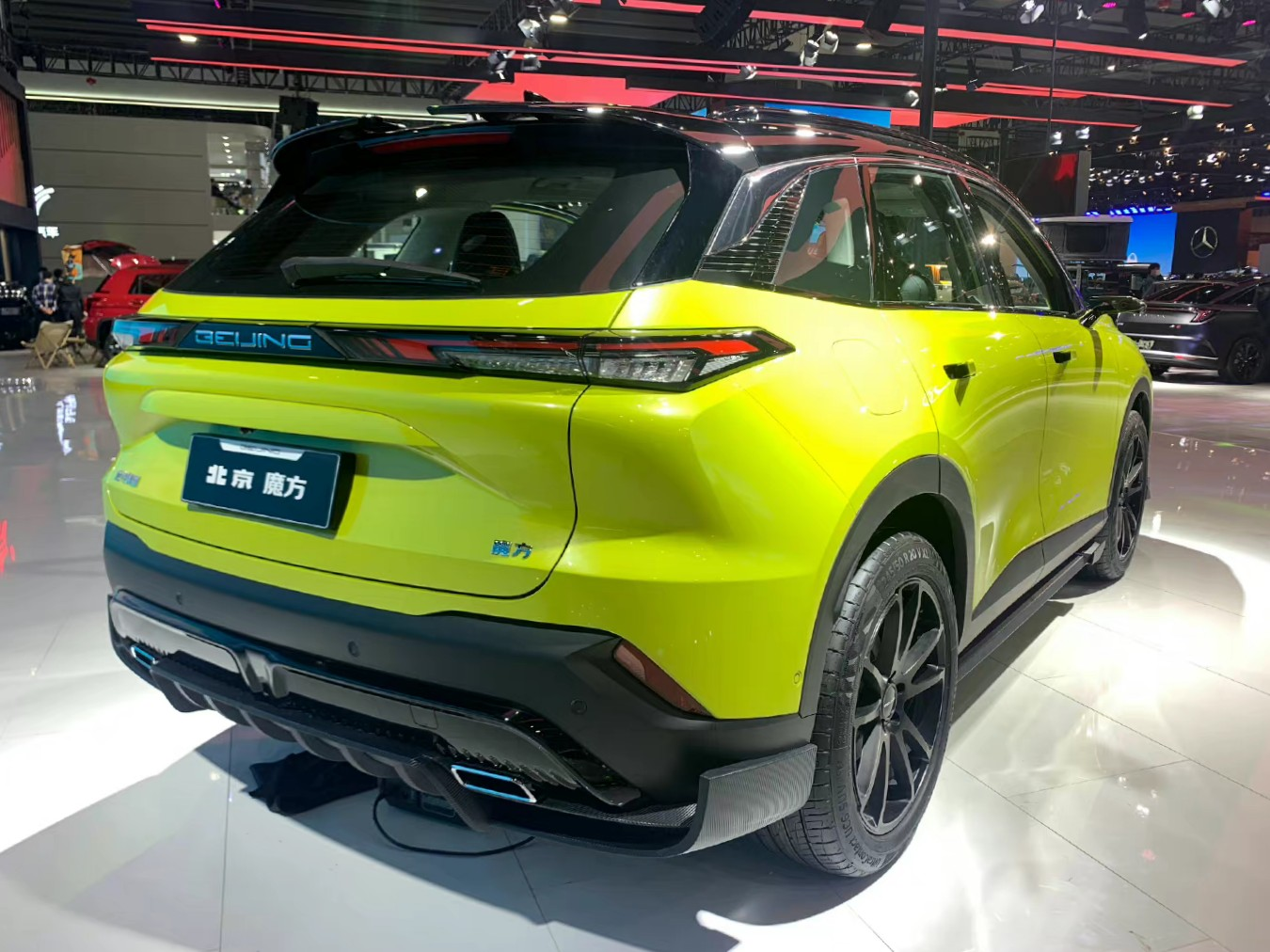
후면

2021년 11월 광저우 오토쇼에서 선보였다.

## 파워트레인
130 kW (170 hp) 및 305 N·m (225 lbf·ft)를 생성하고 듀얼 클러치 변속기를 통해 전륜을 구동하는 1.5L 터보 가솔린 엔진과 함께 제공된다.